# Yousriya Loza Sawiris
Yousriya Loza Sawiris (31 de diciembre de 1935) es una magnate  egipcia, ocupó muchos cargos sociales y políticos y fue miembro de la Asamblea Popular durante 6 años, de 1995 a 2000. Hoy es la presidenta del Patronato de la Fundación Social Sawiris, además es la  madre del magnate egipcio Naguib Sawiris, y esposa del difunto magnate Onsi Sawiris.

## Su vida
Nació en la ciudad de Manfalut en la Gobernación de Assiut, en una familia del pueblo de Mir, Assiut. Su padre, Nassef Loza, es abogado y terrateniente. Obtuvo una Licenciatura en Comercio de la Universidad de El Cairo, luego una Maestría en Administración de Empresas de la Universidad Americana. Comenzó a trabajar en Orascom Group y ascendió en posiciones. También ocupó el cargo de Presidenta y Directora de la Empresa de Mejoramiento de Servicios Integrados, y Secretaria General de la Fundación Sawiris para el Desarrollo Social.

## Roles sociales
- Ocupó el cargo de miembro del Consejo Nacional para la Maternidad y la Niñez
- Miembro de la Fundación Egipcia para Niños de la Calle

- Presidente de la Junta Directiva de la Asociación Egipcia del Hígado

- Miembro del Fondo Social para el Desarrollo

- Establecimiento de la escuela “Irtiqa”, que trabaja para aumentar la eficiencia de los recolectores de basura y el reciclaje de desechos en las áreas de Manshiet Nasser y Mokattam.

- Se funda la Asociación para la Protección del Medio Ambiente contra la Contaminación

- Fundó la Sociedad Egipcia para el Cuidado del Hígado

- Fundó la Asociación Egipcia para Niños de la Calle

- Lanzó la iniciativa "Mejor Futuro para los Niños de las Canteras"

- Se ha asignado una cantidad de 40 millones de libras para crear 20.000 oportunidades de trabajo para jóvenes, mujeres y personas con necesidades especiales en el Alto Egipto.

- Lanzó la iniciativa ¨ Schools for Egypt¨  de Formación para el Empleo

## La beca de Yusriya Loza Sawiris en Estados Unidos
La Fundación Sawiris para el Desarrollo, encabezada por Yousriya Loza Sawiris, lanzó una iniciativa de becas para obtener una maestría en prácticas de desarrollo en la Escuela de Asuntos Públicos Hubert Humphrey de la Universidad de Minnesota en los Estados Unidos de América. habilidades y experiencias para que los estudiantes tengan la capacidad de enfrentar desafíos de desarrollo como la superpoblación, la pobreza generalizada y la inseguridad.

## Premios y honores
La Fundación Sawiris para el Desarrollo Social participó en el Tercer Foro de Mujeres Árabes, que se llevó a cabo en la sede de la Liga de Estados Árabes en El Cairo, organizado por el Consejo Árabe para la Responsabilidad Social. 
Se dio nombre a la sesión celebrada hoy en la sede de la Liga de los Estados Árabes con motivo del Tercer Foro de Mujeres Árabes, como un honor honorífico por ser pionera en los campos del trabajo de desarrollo en el mundo árabe. 

## Su vida personal
Se casó en agosto de 1953 con el difunto empresario Onsi Sawiris, uno de los empresarios más destacados y fundador del Grupo Orascom en el campo de la contratación, y tuvo tres hijos: Naguib Sawiris, Samih Sawiris y Nassef Sawiris.
Onsi Sawiris dijo sobre su esposa en una de las entrevistas con Muhammad Abdul Quddus: “La característica más importante de ella es su capacidad de resistencia y armonía con los problemas, y fue testigo de días muy difíciles conmigo, especialmente después de las nacionalizaciones, y para ella. El mayor crédito por criar hijos después de que viajé a Libia en 1966. Ella cumplió bien su misión, y la evidencia de eso son tres hijos exitosos.